# Confédération Européenne de Volleyball
Confédération Européenne de Volleyball (CEV) er det europæiske volleyballforbund. Foreningen blev dannet den 21. oktober 1963 og har hovedsæde i Luxembourg.

## Konkurrencer
CEV arrangerer tre store klubholdskonkurrencer:
- CEV Champions League (damer, herrer)
- CEV Cup (damer, herrer)
- CEV Challenge Cup (damer, herrer)